# Žofín (zámek)
Lovecký zámeček Žofín stával v osadě Žofín, spadající Pohorskou Ves. Do současnosti se dochovaly pouze bývalé hospodářské budovy zámku, které dnes slouží k rekreaci a představují tak zbytek bývalé osady.

## Historie
Lovecký zámeček byl vystavěn v roce 1852 Jiřím Janem Buquoyem a jméno dostal po jeho manželce Žofii Oettingen-Wallersteinové. V roce 1860 byl přistavěn jižní trakt. V 50. letech 20. století při vytvoření hraničního pásma bylo ze zámečku vytvořeno sídlo pohraniční stráže, která se po dobu své přítomnosti postarala o zničení většiny interiérů. Dochovaly se pouze stropy, části vnitřní výzdoby (včetně stropu ve velkém sálu) a tapety v kulečníkovém sále, které zakryla dřevotříska. Armáda objekt využívala do roku 1978, kdy se přesunula do nového objektu v Černém Údolí. Nevyužívaný zámeček pustl, navíc během posunu hraničního pásma do vnitrozemí došlo k jeho poškození, propadla se střecha. V roce 1980 byl zničený objekt na podnět Pohraniční stráže stržen a sutiny rozhrnuty do svahu, takže ze zámku se nic nedochovalo.

## Popis

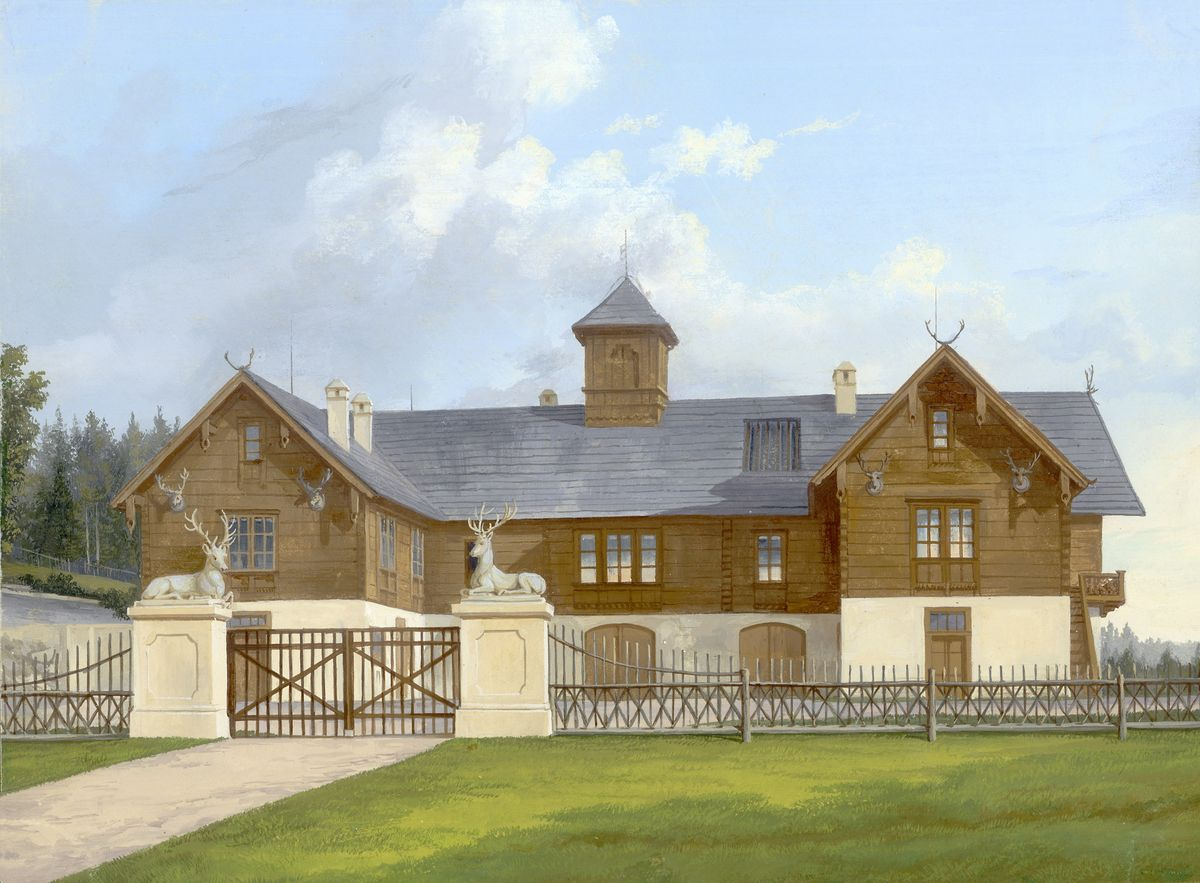
Malba zámku z let 1857–1859

Zámeček stával na svahu nad údolím na půdorysu ve tvaru písmene H. Trakt, který spojoval jednotlivá zámecká křídla a v němž se nacházela vstupní brána s věžičkou, byl vystavěn na osu komunikace z Černého Údolí. Částečně odtěžený svah zde chránila opěrná zeď, k níž byly přistavěny stáje a dílny. Okolí zámečku bylo oplocenou plaňkovým plotem na kamenné podezdívce. Vjezd do objektu pak doplňovala dvojice soch jelenů.
Přízemí zámečku bylo vystavěno z kamenného zdiva, patro poté dřevěné v alpském stylu. Severozápadní nároží, kde se nacházela kuchyně, bylo podsklepeno. V přízemí objektu se kromě již zmíněné kuchyně a průjezdu se vstupem nacházela také garáž pro kočár a ve východním křídlem pak pokoje služebnictva. V patře se pak nacházely reprezentativní místnosti šlechty, ze kterých vynikal především sál uprostřed západního křídla, jehož strop zdobil rodokmen rodu Buquoy až k zakladateli zámku. V čele místnosti byl postaven krb. Z místnosti se dalo vcházet na terasu, ze které vedli schody na úroveň terénu. Další místností byl tzv. kulečníkový sál, vyzdobený ručně malovanými papírovými tapetami s výjevy z lovu. Ten se nacházel nad průjezdem a místnost vedle něj sloužila jako pracovna hraběte. Hlavní schodiště prosvěcovalo ateliérové okno ve střeše. Venkovní štíty křídel zdobily vyřezávané hlavy jelenů z parožím.

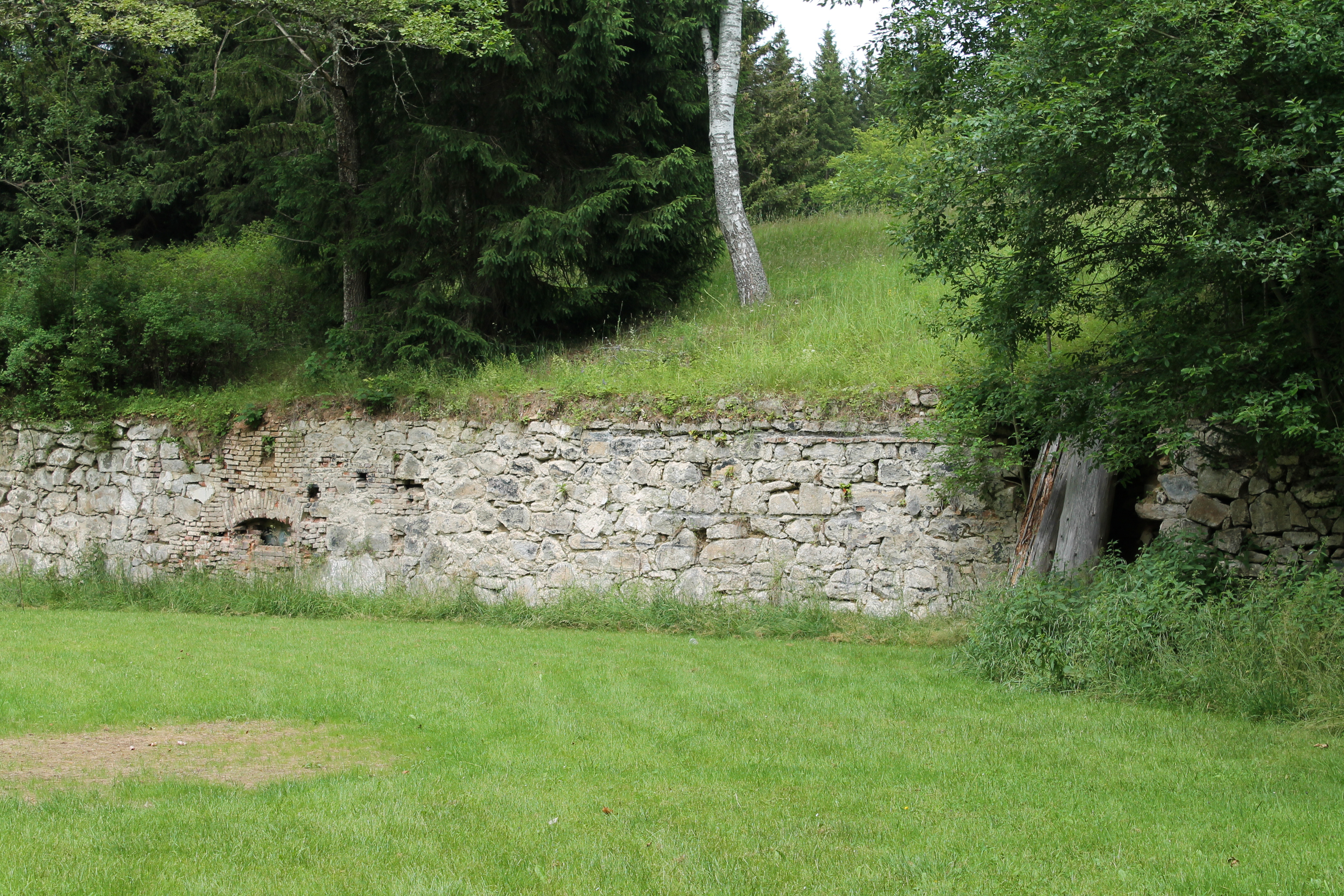
Zachované zdivo zámku

Jistých úprav doznala také okolní obora a nejbližší okolí zámku, které bylo parkově upraveno. Dnes zde můžeme najít nepatrné zbytky po altánu, místy se ještě nachází skupiny stromů vysázených při těchto úpravách.